# Fletcherea gemmella
Fletcherea gemmella là một loài bướm đêm trong họ Noctuidae.